# ボンヌヴィル (オート＝サヴォワ県)
ボンヌヴィル(Bonneville)はフランス共和国オーヴェルニュ＝ローヌ＝アルプ地域圏オート＝サヴォワ県の都市。ボンヌヴィル小郡の小郡庁所在地。アルヴ川に、その支流であるボルヌ川が合流する地点にある。
ツール・ド・フランスでのドーピング事件の多く、1999年のモンブラントンネル火災事故についての裁判が行われた大審裁判所がある。